# Puerto de Puerto Plata
El Puerto de Puerto Plata se encuentra en San Felipe de Puerto Plata, en Puerto Plata, República Dominicana. Este es el principal puerto de la costa norte y se utiliza actualmente para las operaciones de carga. En diciembre de 2021, fue inaugurado la nueva terminal turística y de carga Taino Bay.
El Puerto Turístico es una terminal de cruceros de clase mundial. Sus puestos de atraque de reciente construcción permiten el atraque simultáneo de tres buques y el desembarco de hasta 14.000 pasajeros. Las instalaciones acogen a las líneas de cruceros más importantes del mundo. Esta terminal consolida a Puerto Plata como uno de los principales destinos del Caribe. Taino Bay ofrece nuevas instalaciones turísticas que incluyen espacios comerciales y experiencias gourmet en los distintos restaurantes y bares.
El Puerto Taino Bay en el puerto de cruceros de Puerto Plata abrió operaciones hoy con la llegada del MSC Seashore, un moderno crucero clase EVO con 1,700 pasajeros y capacidad para más de 4,540 tripulantes. El barco fue construido para MSC Cruceros en Italia y llegó el 15 de diciembre de 2021 a las 8:00 a. m. para albergar la ceremonia inaugural con República Dominicana.
Taino Bay reemplazará al antiguo puerto de carga de Puerto Plata, ubicando a los cruceristas a unos pasos del distrito histórico que incluye el Fuerte San Felipe, un importante sitio histórico, y el corazón colonial de Puerto Plata donde se ubicará un área de 16 manzanas. pasando por importantes renovaciones y mejoras por parte del gobierno.
Esa área incluye docenas de tiendas de regalos, tiendas de antigüedades y lugares emblemáticos como el Paseo Doña Blanca, el Parque Central], la Catedral de San Felipe, el museo Gregorio Luperón, la Galería del Ámbar, la calle Paraguas, el Museo del Ámbar, el Departamento Histórico de Bomberos y muchos lugares más. donde se realizará el recorrido de los cruceristas.